# Fingers Crossed
 Fingers Crossed  (2003) es el nombre del álbum debut de la banda australiana Architecture In Helsinki. De las canciones que componen el disco, “Like a Call” y “Kindling” se editaron como sencillos.

## Lista de canciones
1. “One Heavy February” – 0:59
2. “Souvenirs” – 2:26
3. “Imaginary Ordinary” – 2:17
4. “Scissor Paper Rock” – 2:30
5. “To and Fro” – 2:33
6. “Spring 2008” – 2:52
7. “The Owls Go” – 3:35
8. “Fumble” – 3:07
9. “Kindling” – 1:49
10. “It's Almost a Trap” – 2:22
11. “Like a Call” – 3:06
12. “Where You've Been Hiding” – 2:41
13. “City Calm Down” – 2:50
14. “Vanishing” – 4:13